# NGC 3472
NGC 3472 este o galaxie lenticulară situată în constelația Corbul. A fost descoperită în 1886 de către Ormond Stone⁠(d).